# Janthina
Janthina (nomeados, em inglês, janthinas ou purple snails -pl.; por vezes cientificamente denominado Ianthina, até o século XX) é um gênero de moluscos gastrópodes, marinhos e pelágicos, holoplanctônicos e pleustônicos, pertencente à família Epitoniidae da ordem Caenogastropoda; no passado fazendo parte de obsoleta família Janthinidae. Foi classificado por Peter Friedrich Röding, em 1798, na obra Museum Boltenianum sive Catalogus cimeliorum e tribus regnis naturæ quæ olim collegerat Joa. Fried Bolten, M. D. p. d. per XL. annos proto physicus Hamburgensis. Pars secunda continens Conchylia sive Testacea univalvia, bivalvia & multivalvia; com sua espécie-tipo, Janthina janthina, descrita por Carolus Linnaeus, como Helix janthina, no ano de 1758.

## Descrição da concha
Suas conchas, compostas quase que inteiramente por calcita, se assemelham às de certos moluscos terrestres e não apresentam opérculo, sendo comumente roxas e com espiral baixa, leves, globosas e bastante frágeis, de abertura subquadrada e lábio externo fino e quebradiço. A superfície da concha pode apresentar fina escultura de crescimento ou linhas em espiral, geralmente pouco aparentes.

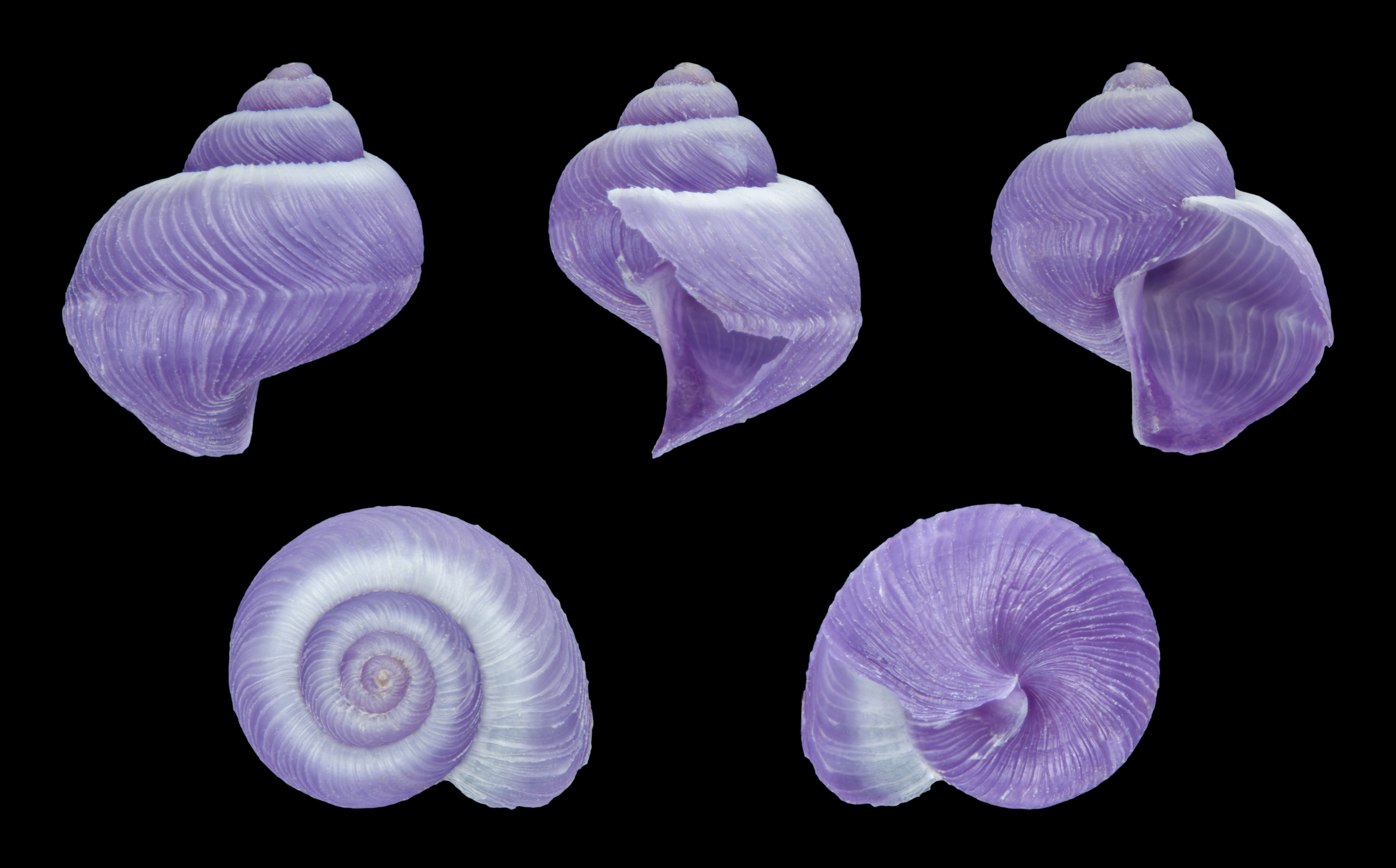
Cinco vistas da concha de Janthina exigua Lamarck, 1816[1], uma espécie espalhada por todos os mares tropicais da Terra.

## Descrição do animal, habitat e hábitos
Os moluscos do gênero Janthina não possuem visão e não podem viver desconectados de seus flutuadores; fixos por seus pés e com a abertura da concha para cima, estando à mercê de ventos e correntes marinhas, na superfície das ondas, para o seu deslocamento, passando sua vida na zona epipelágica ou nêuston (superfície dos oceanos) de mares tropicais, se alimentando de cnidários dos gêneros Physalia, Porpita e Velella. Tais flutuadores são constituídos por uma bolsa de bolhas de ar formadas por muco endurecido e secretado pelo animal. Tais bolsas também contém seus ovos, mantidos em cápsulas presas à parte inferior do flutuador das fêmeas e liberados como larvas que nadam livremente. Os indivíduos são protândricos; iniciam suas vidas como machos e posteriormente se tornam fêmeas. Quando são alvo de predação eles podem soltar uma substância de coloração arroxeada para a sua defesa.

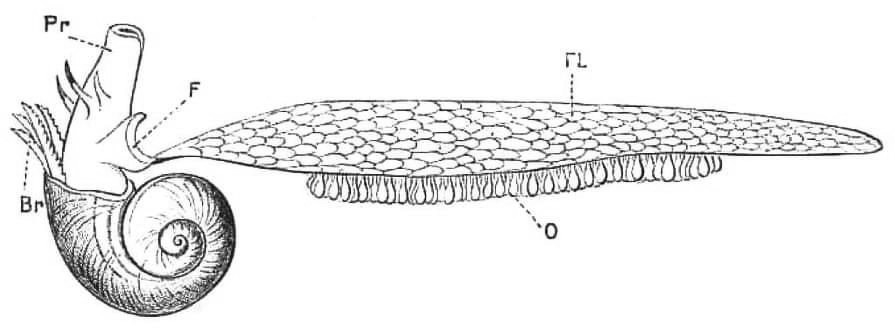
Ilustração de Janthina janthina (Linnaeus, 1758)[1] com o animal ("FL": flutuador; "O": ovos; "Pr": probóscide; "Br": brânquias; "F": pé); retirada de Molluscs, Cambridge Natural History, v.3 (1895).

## Espécies deJanthina
- Janthina exigua Lamarck, 1816
- Janthina globosa Swainson, 1822
- Janthina janthina (Linnaeus, 1758)
- Janthina pallida W. Thompson, 1840
- Janthina umbilicata d'Orbigny, 1841[1]

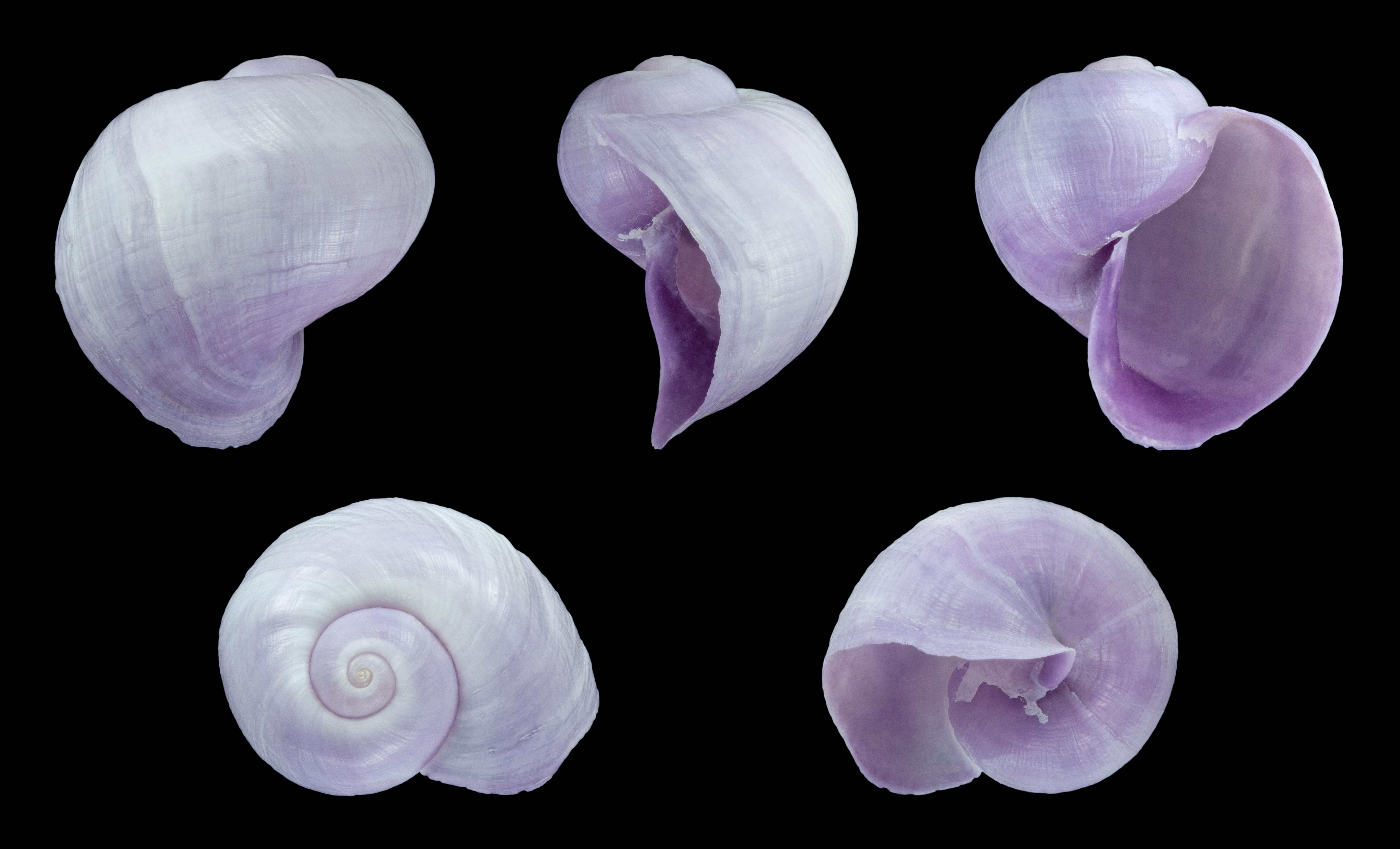
Cinco vistas da concha de Janthina pallida W. Thompson, 1840[1], uma espécie espalhada por todos os mares tropicais da Terra.